# Flow Music
Flow Music é uma gravadora porto-riquenha fundade por DJ Nelson especializada no gênero reggaeton .

## Artistas
- J Alvarez
- Lui-G 21+
- Chris G "El Soldado"
- Yo-Seph "The One"

## Ex Artistas
- Ñejo & Dalmata
- Andy Boy
- Las Guanabanas
- Jamsha
- Joan & O'Neill

## Produtores
- DJ Nelson/Nelflow
- DJ Wassie
- Montana "The Producer"
- Perreke

## Ex Produtores
- DJ Memo
- Marioso "El Ingeniero Musical"
- Elliot "El Mago de Oz"
- Dimitri "El Boss"
- DJ Jamsha
- Noriega

## Álbuns lançados pela Flow Music
- 2003 Mas Flow (Luny Tunes & Noriega)
- 2004 Flow la Discoteka (DJ Nelson)
- 2004 La Trayectoria (Luny Tunes)
- 2004 Contra la Corriente (Noriega)
- 2007 DJ Nelson Presenta Valerie Mi Flow (Artist: Valerie Producer: Noriega)
- 2007 Flow la Discoteka 2 (DJ Nelson)
- 2007 Broke & Famous (Ñejo & Dalmata)
- 2008 Broke & Famous: Still Broke the Mixtape (Ñejo & Dalmata)
- 2009 El Dueño Del Sistema (J Alvarez)
- 2009 El Dueño Del Sistema (Special Edition) (J Alvarez)
- 2010 El Movimiento (The Mixtape) (J Alvarez)
- 2010 El Boki Sucio (The Mixtape) (Lui-G 21+)
- 2011 El Soldado (The Mixtape) (Chris G)
- 2011 Otro Nivel De Musica (J Alvarez)
- 2012 Otro Nivel De Musica Reloaded (J Alvarez)

## Álbuns em gravação
- 2012 Música Sexy (DJ Nelson)
- 2012 El Patán (Lui-G 21+)
- 2013 De Camino Pa' La Cima (J Alvarez)